# Alejandro Grimaldo García
Alejandro "Alex" Grimaldo García (València, el 20 de setembre de 1995) és un futbolista professional valencià que juga al Bayer Leverkusen, com a lateral esquerre. És internacional amb la selecció espanyola.

## Carrera esportiva

### FC Barcelona
Grimaldo va començar a formar-se a la Ciutat Esportiva de Paterna fins que, quan era infantil de primer any (en tenia 12), una oferta barcelonista va suposar el seu trasllat a l'escola de La Masia a l'estiu de 2008. Es va unir al planter del FC Barcelona l'any 2008, a 13 anys. Tot i que a Paterna jugava com a mitjapunta, al Barça es va acabar adaptant a la posició de lateral esquerre al Juvenil A. Va fer el seu debut oficial amb el Barça B, el 4 de setembre de 2011, jugant com a titular en una victòria per 0-4 contra l'FC Cartagena, amb 15 anys i 349 dies, essent així el jugador més jove que ha debutat a segona divisió. La seva projecció va anar en ascens en les següents temporades jugant en categories superiors a les que marcava la seva edat.
Grimaldo, és un lateral esquerre amb bona tècnica, atrevit i de llarg recorregut. Tot i no destacar per la seva corpulència, és un defensa segur, difícil de superar gràcies a la seva força. Una altra de les seves virtuts és la seva mentalitat. En aquest sentit, l'entrenador del Barça B, Eusebio Sacristán, va recalcar la maduresa de Grimaldo hores abans del seu prometedor debut a Cartagena, on va fer una última mitja hora sensacional. Després de patir una duríssima entrada de Josemi, ex del Liverpool FC que li doblava l'edat (31 anys) i que va veure la vermella per la seva acció, el blaugrana va tornar a la gespa adolorit per mostrar caràcter i genialitat en la jugada del 0-3 de Rafinha.
El 24 de febrer del 2013 va fer-se un trencament del lligament encreuat del genoll que el va tenir molts mesos fora dels terrenys de joc. Un cop recuperat, Grimaldo va tornar a ser important al filial, i també va ser cridat per Luis Enrique per fer la pretemporada 2014/15 amb el primer equip.

### Benfica
El desembre de 2015, després de 8 anys al Barça, i essent capità del Barça B, Grimaldo va ser traspassat al Benfica portuguès, per 1.5 milions d'euros, i un contracte per quatre temporades i mitja. Posteriorment es va publicar que el Benfica havia pagat 700.000 euros a l'empresa Interfootball Management, per la seva intermediació en el fitxatge del jugador.
Grimaldo va jugar el seu primer partit amb el seu nou equip el 26 de gener de 2016, entrant al minut 62 com a suplent de Sílvio en una victòria 1-6 a la Taça da Liga 2015–16. Va debutar a la Primeira Liga el 29 de febrer, amb els 90 minuts complets en una victòria a casa per 2-0 contra el club União da Madeira; només va aparèixer una vegada més en aquesta darrera competició fins al final de la temporada, substituint el sancionat Eliseu en una victòria per 4-1 contra el CD Nacional també a l'Estádio da Luz que va segellar el tercer campionat nacional consecutiu del club. Va romandre a l'equip per a la final de la Taça da Liga 2016 el 20 de maig, en què derrotaren per 6-2 el Marítimo a l'Estádio Cidade de Coimbra.

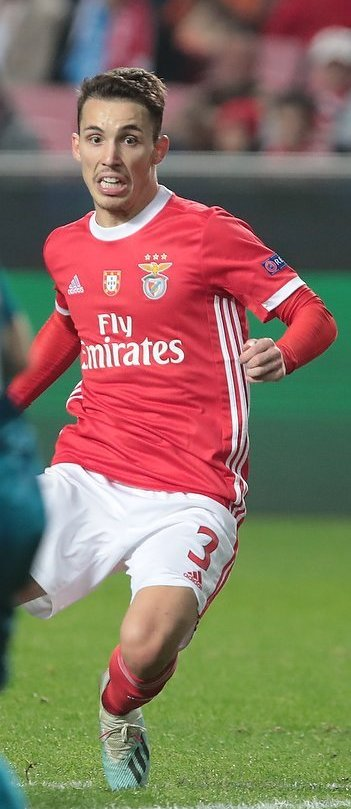
Grimaldo amb el Benfica el 2019

La primera temporada completa de Grimaldo va començar el 7 d'agost de 2016, ja que va començar amb una victòria per 3-0 contra l'SC Braga a la Supercopa Cândido de Oliveira, assistint Franco Cervi pel primer gol. El 2 d'octubre va marcar el seu primer gol per al club, un tir lliure directe per cloure un triomf a casa per 4-0 sobre el CD Feirense; el 28 de maig de 2017, va jugar els 90 minuts complets de la final de la Taça de Portugal 2017 de la Taça de Portugal, guanyada després de derrotar el Vitória de Guimarães per 2–1.
La primera aparició de Grimaldo a la Lliga de Campions de la UEFA va tenir lloc el 13 de setembre de 2016, quan va jugar tot el partit a casa de la fase de grups de la Lliga de Campions de la UEFA 2016–17 a casa contra el Beşiktaş JK. El seu primer gol a la competició va arribar durant la mateixa etapa però el 2 d'octubre de 2018, en una victòria per 3–2 a casa davant l'AEK Atenes FC; va repetir la gesta contra aquest darrer rival el 12 de desembre en el partit de tornada, el seu tir lliure directe de 30 metres al minut 88 va ajudar a la victòria per 1-0.

### Bayer Leverkusen
El 21 de maig de 2023, Grimaldo va signar un contracte de quatre anys amb el club alemany Bayer Leverkusen en un traspàs lliure. El 12 d'agost, va debutar en un partit de la DFB-Pokal 2023–24 contra el FC Teutonia Ottensen. El 15 de setembre, va marcar el seu primer gol amb el club, un tir lliure directe des de la vora de l'àrea al Bayern de Múnic en un empat 2-2. Va acabar la seva primera temporada a Leverkusen a la 2023–24 com a millor proveïdor d'assistències a la Bundesliga amb 13 assistències.

## Internacional
Grimaldo va ser convocat per la selecció de futbol sub-21 d'Espanya el 5 de febrer de 2013 – amb 18 anys – i hi va jugar la segona part d'un partit amistós que acabà en empat 1–1 contra Bèlgica sub-21.

## Palmarès
SL Benfica
- 4 Lligues portugueses: 2015-16, 2016-17, 2018-19, 2022-23
- 1 Copa portuguesa: 2016-17
- 1 Copa de la lliga portuguesa: 2015-16
- 3 Supercopes portugueses: 2016, 2017, 2019

Bayer Leverkusen
- 1 Bundesliga: 2023-24[22]
- 1 Copa alemanya: 2023-24[23]
- 1 Supercopa alemanya: 2024[24]

Selecció espanyola
- 1 Eurocopa: 2024[25]
- 1 Campionat d'Europa sub-19: 2012